# Riddle
Se conoce comúnmente como riddles (palabra inglesa que significa "adivinanzas" o "acertijos") a los juegos de lógica estructurados en niveles que permiten poner a prueba las capacidades de deducción, imaginación, lógica, capacidad de investigación, etc.
En los riddles para navegador web se plantea un enigma que mediante su resolución permite el acceso al siguiente nivel. Para su resolución el creador del enigma deja pistas ocultas en imágenes, el código fuente, jeroglíficos, etc. con objeto de resolver el enigma que dará paso al siguiente nivel.
Un juego de riddle en línea suele tener asociado un foro donde los participantes que no consiguen encontrar la solución a un determinado nivel, pueden solicitar pistas que le ayuden a encontrar el camino a la resolución, entre la comunidad que ya ha resuelto el enigma. Esta comunidad también es un conducto de comunicación con el creador del juego para resolver ciertos problemas que pueden ocurrir por la nomenclatura de la respuesta.
Uno de los objetivos de los riddles es el desarrollo del pensamiento lateral mediante la resolución de enigmas de manera que para encontrar las soluciones conviene evitar el efecto polarizador de la lógica y adentrarse por los caminos más estimulantes de la creatividad y el ingenio.

## Lista de riddles

### En español
- El Desafío
- Los enigmas del elefante
- Mindgame
- Neurona rabiosa Archivado el 13 de agosto de 2009 en Wayback Machine.
- n00b.cl | No apto para n00bs
- Rally Enigmático Adigma
- Riddler, un minijuego de acertijos de 10 niveles
- Riddles con solución Archivado el 21 de septiembre de 2016 en Wayback Machine.
- Sapiens
- Singenio
- Tercer Ojo - El Juego
- Delirium-Tremens (Archivado)

### En inglés
- Amnesya
- Dark Game
- God Tower Archivado el 21 de julio de 2007 en Wayback Machine.
- Historiddle
- In Fromt the Cold
- Inward hellix
- Notpron Sitio web de Notpron
- Soul Manager
- Tim Tang Test
- Torment
- The Great Cave (Archivado)

- Datos: Q1565758